# Liste de peintures de Frans Pourbus le Jeune
Cette page dresse une liste des peintures de Frans Pourbus le Jeune, peintre flamand du XVIIe siècle.

## Liste

### A Anvers (1591-1594)
| Image | Titre                                       | Technique                     | Date           | Commentaire | Lieu de conservation                             | N° de catalogue raisonné (Ducos, 2011) |
| ----- | ------------------------------------------- | ----------------------------- | -------------- | ----------- | ------------------------------------------------ | -------------------------------------- |
|       | Portrait d'homme                            | Huile sur bois 49,5 x 37,5 cm | 1591           |             | Leeds, Temple Newsam House                       | P.A.1                                  |
|       | Portrait d'homme                            | Huile sur bois 51,5 x 38 cm   | 1591           |             | Localisation actuelle inconnue                   | P.A.2                                  |
|       | Portrait de Catherine van Damme à 51 ans    | Huile sur bois 106 x 75 cm    | 1591           |             | Collection particulière                          | P.A.3                                  |
|       | Portrait d'homme                            | Huile sur bois 100 x 75 cm    | 1591           |             | Localisation actuelle inconnue                   | P.A.4                                  |
|       | Portrait de femme âgée de 54 ans            | Huile sur bois 100 x 74 cm    | 1591           |             | San Francisco, Fine Arts Museums                 | P.A.5                                  |
|       | Portrait de Frans Francken l'ancien         | Huile sur bois 70 x 57 cm     | 1591           |             | Florence, Galerie des Offices                    | P.A.6                                  |
|       | Portrait d'homme tenant un livre            | Huile sur bois 67,3 x 51,5 cm | vers 1591-1593 |             | Anvers, musées royaux des Beaux-Arts             | P.A.7                                  |
|       | Portrait de Nicolas de Hellincx             | Huile sur bois 105 x 75 cm    | 1592           |             | Anvers, musées royaux des Beaux-Arts             | P.A.8                                  |
|       | Portrait de l'épouse de Nicolas de Hellincx | Huile sur bois 104 x 74 cm    | 1592           |             | Dublin, National Gallery of Ireland              | P.A.9                                  |
|       | Portrait de Petrus Ricardus                 | Huile sur bois 107 x 77 cm    | 1592           |             | Bruges, Groeninge Museum                         | P.A.10                                 |
|       | Portrait d'un hallebardier                  | Huile sur bois 97 x 71 cm     | 1593           |             | Wraxall and Failand, Tyntesfield, National Trust | P.A.11                                 |
|       | Portrait de Pedro de Licht                  | Huile sur bois                | 1593           |             | Localisation actuelle inconnue                   | P.A.12                                 |
|       | Portrait d'homme                            | Huile sur bois 49 x 39 cm     | vers 1594      |             | Localisation actuelle inconnue                   | P.A.13                                 |

### A Bruxelles (1594-1600)
| Image | Titre                                                             | Technique                        | Date           | Commentaire | Lieu de conservation                                        | N° de catalogue raisonné (Ducos, 2011) |
| ----- | ----------------------------------------------------------------- | -------------------------------- | -------------- | ----------- | ----------------------------------------------------------- | -------------------------------------- |
|       | Portrait de l'Archiduc Ernest d'Autriche                          | Huile sur toile 214 x 118 cm     | vers 1594-1595 |             | Madrid, Patrimonio nacional, monastère des Descalzas Reales | P.A.14                                 |
|       | Portrait de l'Archiduc Albert d'Autriche                          | Huile sur toile 226 x 131 cm     | vers 1599-1600 |             | Madrid, Patrimonio nacional, monastère des Descalzas Reales | P.A.15                                 |
|       | Portrait de l'Archiduchesse Isabelle-Claire-Eugénie avec sa naine | Huile sur toile 220 x 132 cm     | vers 1599-1600 |             | Madrid, Patrimonio nacional, monastère des Descalzas Reales | P.A.16                                 |
|       | Portrait de l'Archiduchesse Isabelle-Claire-Eugénie               | Huile sur toile 129,5 x 105,7 cm | 1599-1600      |             | Williamstown, Williams College Museum of Art                | P.A.17                                 |

### En Italie (1600-1606)
| Image | Titre                                               | Technique                        | Date           | Commentaire | Lieu de conservation                        | N° de catalogue raisonné (Ducos, 2011) |
| ----- | --------------------------------------------------- | -------------------------------- | -------------- | ----------- | ------------------------------------------- | -------------------------------------- |
|       | Portrait de Vincent de Gonzague, duc de Mantoue     | Huile sur toile 202 x 112 cm     | vers 1600-1601 |             | Collection particulière                     | P.A.18                                 |
|       | Portrait d'Éléonore de Médicis, duchesse de Mantoue | Huile sur toile 84 x 67 cm       | 1601-1602 ?    |             | Florence, Palais Pitti                      | P.A.19                                 |
|       | Portrait d'Éléonore de Médicis, duchesse de Mantoue | Huile sur toile 83 x 65 cm       | 1600-1602 ?    |             | Localisation actuelle inconnue              | P.A.20                                 |
|       | Portrait de Vincent de Gonzague, duc de Mantoue     | Huile sur toile 95 x 73,5 cm     | 1602-1603      |             | Dresde, Gemäldegalerie Alte Meiser          | P.A.21                                 |
|       | Portrait de Vincent de Gonzague, duc de Mantoue     | Huile sur toile 84 x 64,5 cm     | 1600-1602 ?    |             | Localisation actuelle inconnue              | P.A.22                                 |
|       | Portrait d'Éléonore de Gonzague enfant              | Huile sur toile 64 x 49 cm       | vers 1602 ?    |             | Florence, Palais Pitti                      | P.A.23                                 |
|       | Portrait de l'Archiduchesse Constance d'Autriche    | Huile sur toile 114 x 87 cm      | 1603-1604      |             | Innsbruck, château d'Ambras                 | P.A.24                                 |
|       | Portrait de l'Archiduchesse Éléonore d'Autriche     | Huile sur toile 111,5 x 92 cm    | 1603-1604      |             | Innsbruck, château d'Ambras                 | P.A.25                                 |
|       | Portrait de l'Archiduchesse Maria Magdalena         | Huile sur toile 116 x 108 cm     | 1603-1604      |             | Innsbruck, château d'Ambras                 | P.A.26                                 |
|       | Portrait présumé du marquis Agostino Durazzo        | Huile sur toile 125 x 115 cm     | vers 1605      |             | Gênes, Palais Durazzo Pallavicini           | P.A.27                                 |
|       | Portrait présumé du marquis Strozzi                 | Huile sur toile 107 x 97 cm      | vers 1605      |             | Localisation actuelle inconnue              | P.A.28                                 |
|       | Portrait de Marguerite de Gonzague                  | Huile sur toile 193 x 115 cm     | 1605           |             | Florence, Palais Pitti                      | P.A.29                                 |
|       | Portrait de Vincent de Gonzague, duc de Mantoue     | Huile sur toile 71,5 x 56 cm     | vers 1605      |             | Localisation actuelle inconnue              | P.A.30                                 |
|       | Portrait de Marguerite de Savoie                    | Huile sur toile 214,5 x 114,6 cm | 1606           |             | Rome, Casa di SS. Ambrogio e Carlo al Corso | P.A.31                                 |
|       | Portrait présumé d'Isabelle de Savoie               | Huile sur toile 68 x 52 cm       | 1606           |             | Nantes, musée d'Arts                        | P.A.32                                 |

### Premier séjour en France (1606)
| Image | Titre                                      | Technique                        | Date      | Commentaire | Lieu de conservation                                      | N° de catalogue raisonné (Ducos, 2011) |
| ----- | ------------------------------------------ | -------------------------------- | --------- | ----------- | --------------------------------------------------------- | -------------------------------------- |
|       | Portrait de Marie de Médicis               | Huile sur toile 214,7 x 124,5 cm | 1606      |             | Bilbao, Museo de Bellas Artes                             | P.A.33                                 |
|       | Portrait de Marie de Médicis               | Huile sur cuivre 5,4 x 4,2 cm    | 1606-1607 |             | Williamstown, The Sterling & Francine Clark Art Institute | P.A.34                                 |
|       | Portrait de Marie de Médicis               | Huile sur toile 83 x 62,7 cm     | 1606-1607 |             | Florence, Palais Pitti                                    | P.A.35                                 |
|       | Portrait présumé de Leonora Galigaï        | Huile sur toile 67 x 72 cm       | 1606 ?    |             | Localisation actuelle inconnue                            | P.A.36                                 |
|       | Portrait de Louis XIII à l'âge de cinq ans | Huile sur toile 52 x 44 cm       | 1606-1607 |             | Localisation actuelle inconnue                            | P.A.37                                 |

### Dernier séjour en Italie (1606-1609)
| Image | Titre                             | Technique                        | Date   | Commentaire | Lieu de conservation                   | N° de catalogue raisonné (Ducos, 2011) |
| ----- | --------------------------------- | -------------------------------- | ------ | ----------- | -------------------------------------- | -------------------------------------- |
|       | Portrait de Marguerite de Savoie  | Huile sur toile 206,5 x 116,3 cm | 1608   |             | Saint-Pétersbourg, musée de l'Ermitage | P.A.38                                 |
|       | Portrait de Ferdinand de Gonzague | Huile sur toile 88 x 66 cm       | 1607 ? |             | Bologne, Pinacoteca Nazionale          | P.A.39                                 |

### En France (1609-1622)
| Image | Titre                                                                                | Technique                           | Date           | Commentaire | Lieu de conservation                                  | N° de catalogue raisonné (Ducos, 2011) |
| ----- | ------------------------------------------------------------------------------------ | ----------------------------------- | -------------- | ----------- | ----------------------------------------------------- | -------------------------------------- |
|       | Portrait d'Henri IV en armure                                                        | Huile sur toile 43 x 28 cm          | 1610           |             | Paris, musée du Louvre                                | P.A.40                                 |
|       | Portrait d'Henri IV en costume noir                                                  | Huile sur bois 39 x 25 cm           | 1610           |             | Paris, musée du Louvre                                | P.A.41                                 |
|       | Portrait de Marie de Médicis                                                         | Huile sur toile 312 x 185,5 cm      | 1610           |             | Paris, musée du Louvre                                | P.A.42                                 |
|       | Portrait d'Henri IV                                                                  | Huile sur toile 62,1 x 50,8 cm      | 1610           |             | Hampton Court, collection de la monarchie britannique | P.A.43                                 |
|       | Portrait de Marie de Médicis                                                         | Huile sur cuivre 3,6 x 2,9 cm       | 1610           |             | Florence, Galerie des Offices                         | P.A.44                                 |
|       | Portrait de Claude de Lorraine, duc de Chevreuse                                     | Huile sur toile 213 x 130 cm        | 1610           |             | Althorp House, Collection Spencer                     | P.A.45                                 |
|       | Portrait de Louis XIII                                                               | Huile sur toile 43 x 33 cm          | 1610 ?         |             | Localisation actuelle inconnue                        | P.A.46                                 |
|       | Portrait d'Henri IV                                                                  | Huile sur toile 144 x 121 cm        | 1611           |             | Florence, Palais Pitti                                | P.A.47                                 |
|       | Portrait de Marie de Médicis                                                         | Huile sur toile 142 x 127 cm        | 1611           |             | Florence, Palais Pitti                                | P.A.48                                 |
|       | Portrait de Marie de Médicis                                                         | Huile sur toile 141 x 116 cm        | 1612 ?         |             | Florence, Palais Pitti                                | P.A.49                                 |
|       | Portrait de Louis XIII                                                               | Huile sur toile 159,3 x 95,3 cm     | 1611           |             | Cleveland, Museum of Art                              | P.A.50                                 |
|       | Portrait d'Élisabeth de France                                                       | Huile sur toile 185 x 100 cm        | 1611           |             | Florence, Palais Pitti                                | P.A.51                                 |
|       | Portrait de Gaston d'Orléans                                                         | Huile sur toile 50 x 41 cm          | vers 1611      |             | Florence, Galerie des Offices                         | P.A.52                                 |
|       | Portrait de Martin Ruzé                                                              | Huile sur toile 66 x 53,3 cm        | 1612           |             | Banbury, Upton House, National Trust                  | P.A.53                                 |
|       | Portrait de Marie de Médicis                                                         | Huile sur toile 65,5 x 57 cm        | vers 1612 ?    |             | Paris, musée Carnavalet                               | P.A.54                                 |
|       | Portrait de Marie de Médicis                                                         | Huile sur toile 76 x 60 cm          | 1612           |             | Versailles, musée national du château                 | P.A.55                                 |
|       | Portrait de Marie de Médicis                                                         | Huile sur toile 69,1 x 59,5 cm      | 1612           |             | Amiens, musée de Picardie                             | P.A.56                                 |
|       | Portrait de Gaston d'Orléans                                                         | Huile sur toile 49,5 x 40,5 cm      | vers 1612      |             | Florence, Palais Pitti                                | P.A.57                                 |
|       | Portrait de Louis XIII                                                               | Huile sur toile 46,7 x 39,4 cm      | 1610           |             | Majorque, Fondation Jakober                           | P.A.58                                 |
|       | Portrait de Louis XIII                                                               | Huile sur toile 49 x 38,5 cm        | vers 1613      |             | Majorque, Fondation Jakober                           | P.A.59                                 |
|       | Portrait de Gaston d'Orléans                                                         | Huile sur toile 53 x 42 cm          | vers 1613-1614 |             | Florence, Palais Pitti                                | P.A.60                                 |
|       | Portrait d'Élisabeth de France                                                       | Huile sur toile 193 x 107 cm        | vers 1612-1615 |             | Madrid, musée du Prado                                | P.A.61                                 |
|       | Portrait d'Henriette-Marie de France                                                 | Huile sur toile 54 x 44,5 cm        | 1612 ?         |             | Florence, Palais Pitti                                | P.A.62                                 |
|       | Portrait d'Henri IV                                                                  | Huile sur toile 135 x 122 cm        | 1613           |             | Florence, Galerie des Offices                         | P.A.63                                 |
|       | Portrait d'Élisabeth de France                                                       | Huile sur toile                     |                |             | Collection particulière                               | P.A.64                                 |
|       | Portrait de Pierre de Francqueville                                                  | Huile sur toile 49 x 37 cm          | 1613-1614 ?    |             | Florence, Galerie des Offices                         | P.A.65                                 |
|       | Portrait de Louis XIII                                                               | Huile sur toile 51,5 x 43 cm        | 1614           |             | Localisation actuelle inconnue                        | P.A.66                                 |
|       | Portrait de Louis XIII                                                               | Huile sur toile 51 x 41 cm          | 1614-1615      |             | Florence, Palais Pitti                                | P.A.67                                 |
|       | Portrait d'Élisabeth de France                                                       | Huile sur toile 52,5 x 43 cm        | vers 1614      |             | Florence, Palais Pitti                                | P.A.68                                 |
|       | Portrait d'homme                                                                     | Huile sur bois 69 x 54 cm           | 1614           |             | Munich, Alte Pinakothek                               | P.A.69                                 |
|       | Portrait présumé d'Henri II de Bourbon, prince de Condé                              | Huile sur toile 54 x 42,5 cm        | 1614           |             | Localisation actuelle inconnue                        | P.A.70                                 |
|       | Le greffier Guillaume Clément, le procureur Pierre Perrot et le prévôt des marchands | Huile sur toile 60 x 73 cm          | 1616 ?         |             | Saint-Pétersbourg, musée de l'Ermitage                | P.A.71                                 |
|       | Nicolas Brulart de Sillery et trois autres personnages                               | Huile sur toile 73 x 91,5 cm        | 1616 ?         |             | Saint-Pétersbourg, musée de l'Ermitage                | P.A.72                                 |
|       | Trois échevins de Paris                                                              | Huile sur toile 59,5 x 73 cm        | 1616 ?         |             | Varsovie, Palais de Lazienki                          | P.A.73                                 |
|       | Trois échevins de Paris                                                              | Huile sur toile 64 x 79,5 cm        | 1616 ?         |             | Collection particulière                               | P.A.74                                 |
|       | Trois têtes masculines                                                               | Huile sur toile 38,1 x 57,5 cm      | 1614           |             | Toulouse, Fondation Bemberg                           | P.A.75                                 |
|       | Portrait d'Élisabeth de France                                                       | Huile sur toile 176 x 104 cm        | 1615           |             | Valenciennes, musée des Beaux-Arts                    | P.A.76                                 |
|       | Portrait d'Élisabeth de France                                                       | Huile sur toile 177 x 112 cm        | 1615           |             | Munich, Alte Pinakothek                               | P.A.77                                 |
|       | Portrait d'Élisabeth de France                                                       | Huile sur toile 187 x 103 cm        | 1615-1616 ?    |             | Florence, Palais Pitti                                | P.A.78                                 |
|       | Portrait d'Élisabeth de France                                                       | Huile sur toile 193 x 116,8 cm      | vers 1615      |             | Parham (en), Parham House                             | P.A.79                                 |
|       | Portrait de Marie de Médicis                                                         | Huile sur cuivre 4,1 x 3,4 cm       | vers 1615      |             | Florence, Galerie des Offices                         | P.A.80                                 |
|       | Portrait de Marie de Médicis                                                         | Huile sur cuivre 3,3 cm de diamètre | vers 1615      |             | Florence, Galerie des Offices                         | P.A.81                                 |
|       | Portrait de Louis XIII                                                               | Huile sur toile 101 x 76 cm         | 1616           |             | Karlsruhe, Staatliche Kunsthalle                      | P.A.82                                 |
|       | Portrait d'Élisabeth de France                                                       | Huile sur toile 100 x 76 cm         | 1616           |             | Karlsruhe, Staatliche Kunsthalle                      | P.A.83                                 |
|       | Portrait de Louis XIII                                                               | Huile sur toile 54,6 x 44,4 cm      | vers 1616      |             | Los Angeles, Los Angeles County Museum of Art         | P.A.84                                 |
|       | Portrait présumé du duc de Luynes                                                    | Huile sur toile 61 x 53,3 cm        | vers 1619 ?    |             | Sydney, Art Gallery of New South Wales                | P.A.85                                 |
|       | Portrait de Louis XIII                                                               | Huile sur toile 63 x 52 cm          | vers 1617      |             | Majorque, Fondation Jakober                           | P.A.86                                 |
|       | Portrait du duc de La Roche-Guyon                                                    | Huile sur toile                     | vers 1617      |             | Localisation actuelle inconnue                        | P.A.87                                 |
|       | Portrait de Marie de Médicis                                                         | Huile sur toile 99,8 x 77,5 cm      | 1616           |             | Chicago, The Art Institute                            | P.A.88                                 |
|       | Portrait d'Henriette de France                                                       | Huile sur toile 56 x 42 cm          | vers 1616-1617 |             | Modène, Galleria Estense                              | P.A.89                                 |
|       | Portrait d'Élisabeth de France                                                       | Huile sur toile 57 x 47 cm          | 1616 ?         |             | Brechin, Kinnaird Castle                              | P.A.90                                 |
|       | Portrait de femme                                                                    | Huile sur toile 66 x 50 cm          | 1616-1617      |             | Localisation actuelle inconnue                        | P.A.91                                 |
|       | Portrait de Guillaume du Vair                                                        | Huile sur toile 60 x 50,5 cm        | 1616 ?         |             | Paris, musée du Louvre                                | P.A.92                                 |
|       | Portrait de Guillaume du Vair                                                        | Huile sur toile 61 x 53 cm          | 1616-1617 ?    |             | Collection particulière                               | P.A.93                                 |
|       | Portrait de Louis XIII                                                               | Huile sur toile 48 x 58 cm          | vers 1616      |             | Rome, Palais Giustiniani                              | P.A.94                                 |
|       | Portrait de Marie de Médicis                                                         | Huile sur toile 215 x 115 cm        | 1617           |             | Madrid, musée du Prado                                | P.A.95                                 |
|       | Portrait de Marie de Médicis                                                         | Huile sur toile 72 x 60 cm          | 1617           |             | Versailles, musée national du château                 | P.A.96                                 |
|       | La Vierge à l'Enfant accompagnée de saints dite Vierge de Vic                        | Huile sur toile 363 x 270 cm        | 1617           |             | Paris, église Saint-Nicolas-des-Champs                | P.A.97                                 |
|       | La Cène                                                                              | Huile sur toile 287 x 370 cm        | 1618           |             | Paris, musée du Louvre                                | P.A.98                                 |
|       | Portrait de Giovanni Battista Marino                                                 | Huile sur toile 81 x 65,7 cm        | 1619           |             | Detroit, Institute of Arts                            | P.A.99                                 |
|       | L'Annonciation                                                                       | Huile sur toile 398 x 270 cm        | 1619           |             | Nancy, musée des Beaux-Arts                           | P.A.100                                |
|       | Saint François d'Assise recevant les stigmates                                       | Huile sur toile 227 x 162 cm        | 1620           |             | Paris, musée du Louvre                                | P.A.101                                |
|       | La Transfiguration                                                                   | Huile sur toile 148,5 x 125,5 cm    | 1620           |             | Collection particulière                               | P.A.102                                |
|       | Portrait de Louis XIII                                                               | Huile sur toile 71 x 55 cm          | vers 1620      |             | Collection particulière                               | P.A.103                                |
|       | Portrait présumé d'Henriette de France                                               | Huile sur toile 61 x 51 cm          | vers 1620 ?    |             | Madrid, musée du Prado                                | P.A.104                                |
|       | Portrait d'Henriette de France                                                       | Huile sur toile 30,5 x 25 cm        | vers 1621 ?    |             | Localisation actuelle inconnue                        | P.A.105                                |

### Œuvres d'atelier
| Image | Titre                                               | Technique                        | Date           | Commentaire | Lieu de conservation                                   | N° de catalogue raisonné (Ducos, 2011) |
| ----- | --------------------------------------------------- | -------------------------------- | -------------- | ----------- | ------------------------------------------------------ | -------------------------------------- |
|       | Portrait d'homme                                    | Huile sur bois 108 x 77 cm       | 1592           |             | Barnard Castle, The Bowes Museum                       | P.B.1                                  |
|       | Portrait de l'Archiduchesse Isabelle Claire Eugénie | Huile sur toile 217,2 x 130,2 cm | 1599-1600      |             | Hampton Court, Collections de la monarchie britannique | P.B.2                                  |
|       | Portrait de l'Archiduchesse Isabelle Claire Eugénie | Huile sur toile 70,5 x 54,5 cm   | 1600           |             | Localisation actuelle inconnue                         | P.B.3                                  |
|       | Portrait d'Éléonore de Médicis, duchesse de Mantoue | Huile sur toile 63,5 x 52,5 cm   | 1600-1601      |             | Collection particulière                                | P.B.4                                  |
|       | Portrait de Vincent de Gonzague, duc de Mantoue     | Huile sur toile 202 x 112 cm     | 1600-1601      |             | Knutsford, Tatton Hall, National Trust                 | P.B.5                                  |
|       | Portrait de l'Archiduchesse Anne                    | Huile sur toile 62,5 x 51 cm     | 1603           |             | Innsbruck, château d'Ambras                            | P.B.6                                  |
|       | Portrait de l'Archiduchesse Constance d'Autriche    | Huile sur toile 114 x 82 cm      | 1603-1604 ?    |             | Vienne, Kunsthistorisches Museum                       | P.B.7                                  |
|       | Portrait de Louis XIII                              | Huile sur toile 196 x 109 cm     | 1611 ?         |             | Localisation actuelle inconnue                         | P.B.8                                  |
|       | Portrait de Marguerite de Gonzague                  | Huile sur toile 92,7 x 69,2 cm   | 1606-1607      |             | New York, The Metropolitan Museum of Art               | P.B.9                                  |
|       | Portrait de Marguerite de Gonzague                  | Huile sur toile 96 x 72 cm       | 1606-1607      |             | Buenos Aires, Museo nacional de Bellas Artes           | P.B.10                                 |
|       | Portrait de Marguerite de Gonzague                  | Huile sur toile 125 x 100 cm     | 1606-1607      |             | Vicence, Pinacoteca civica                             | P.B.11                                 |
|       | Portrait de Marguerite de Savoie                    | Huile sur toile 214,5 x 114,6 cm | 1606           |             | Collection particulière                                | P.B.12                                 |
|       | Portrait d'Henri IV en armure                       | Huile sur toile 49 x 28 cm       | 1610 ?         |             | Pau, musée national du château                         | P.B.13                                 |
|       | Portrait de Marie de Médicis                        | Huile sur toile 285 x 218 cm     | vers 1610      |             | Amsterdam, Rijksmuseum                                 | P.B.14                                 |
|       | Portrait de Louis XIII                              | Huile sur toile 180 x 90 cm      | 1611           |             | Florence, Palais Pitti                                 | P.B.15                                 |
|       | Portrait de Louis XIII                              | Huile sur toile 50,5 x 41 cm     | vers 1611      |             | Localisation actuelle inconnue                         | P.B.16                                 |
|       | Portrait présumé de Christine de France             | Huile sur toile 161,5 x 104,5 cm | vers 1611      |             | Florence, Galerie des Offices                          | P.B.17                                 |
|       | Portrait de Christine de France                     | Huile sur toile 50,5 x 41 cm     | vers 1613-1615 |             | Florence, Palais Pitti                                 | P.B.18                                 |
|       | Portrait d'Henriette de France                      | Huile sur toile 133 x 105 cm     | vers 1615      |             | Florence, Palais Pitti                                 | P.B.19                                 |
|       | Portrait d'Anne d'Autriche                          | Huile sur toile 212 x 162 cm     | vers 1620      |             | Versailles, musée national du château                  | P.B.20                                 |